# Hammam Chôtt (delegación)
Hammam Chôtt (en árabe: حمام الشط‎) es una delegación de la gobernación de Ben Arous en Túnez. En abril de 2014 tenía una población censada de 31 858 habitantes.
Se encuentra ubicada al norte del país, junto a la costa del golfo de Túnez (mar Mediterráneo) y a poca distancia al sur de la capital del país, Túnez, y de la desembocadura del río Meyerda.